# پارک لیبرتی بل

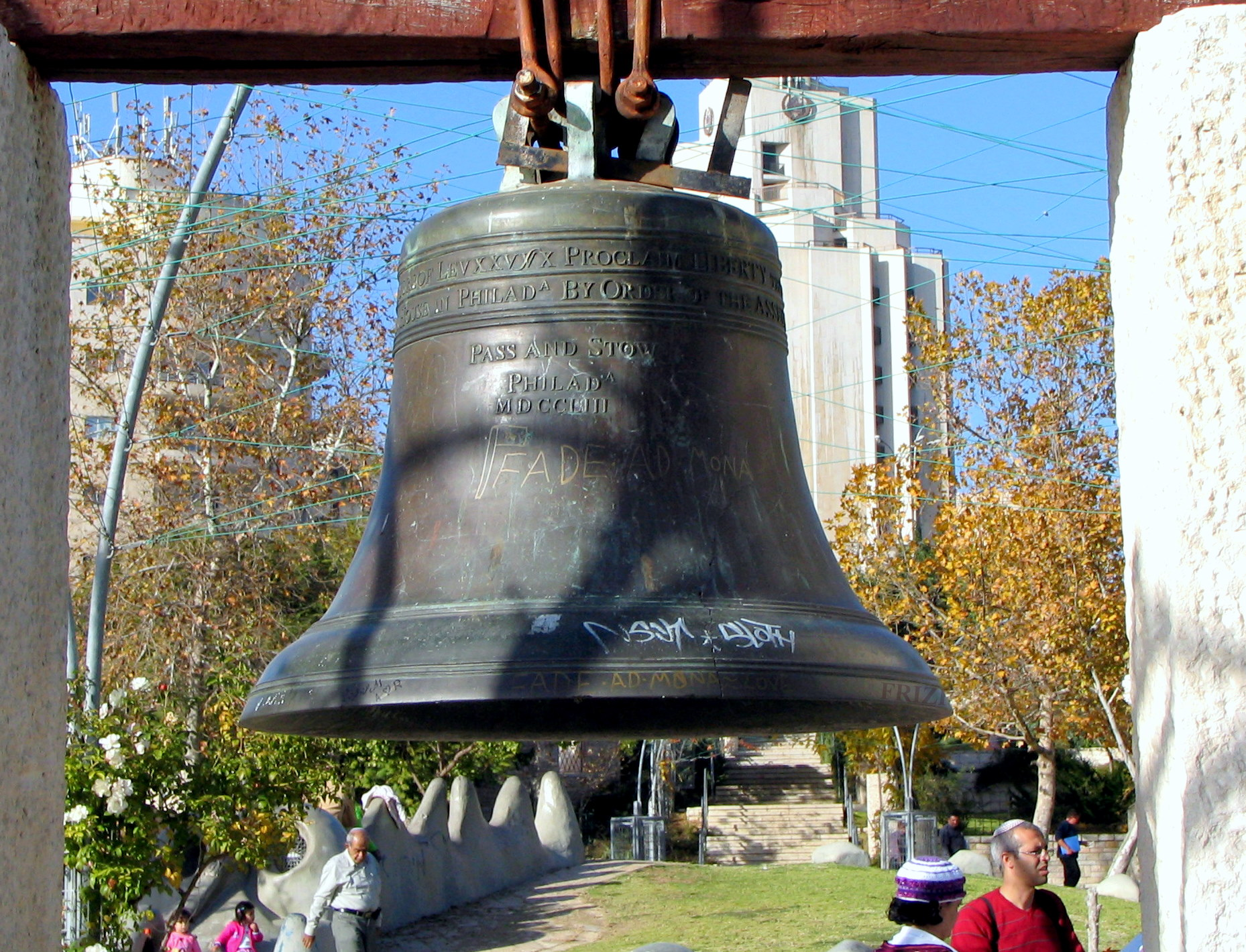
زنگ ماکت در پارک لیبرتی بل

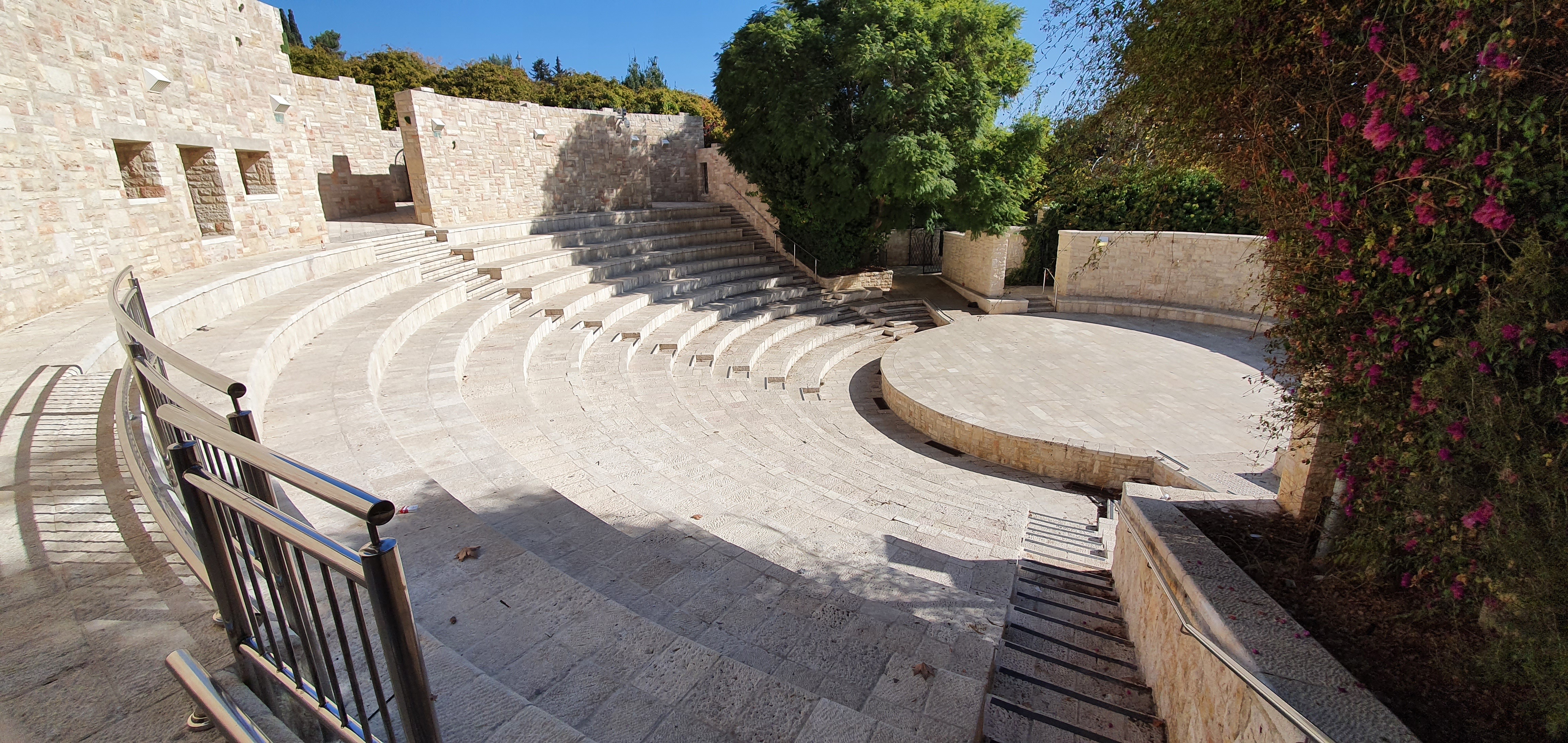
یک آمفی‌تئاتر روباز کوچک در پارک

پارک لیبرتی بل(عبری: גן פעמון הדרור‎ Gan Paamon HaDror)، پارکی در قدس است که دارای نسخه‌ای از زنگ آزادی است که نام خود را از آن گرفته‌است. در نزدیکی محله‌های طالبیه، مستعمره آلمانی و یمین موشه قرار دارد.
این پارک که در سال ۱۹۷۶ برای جشن دویستمین سالگرد تأسیس ایالات متحده تأسیس شد و ۹ هکتار وسعت دارد، محبوب‌ترین پارک در شهر است. این شامل امکانات ورزشی، یک منطقه پیک نیک، یک آمفی تئاتر ۱۰۰۰ نفری، یک گوشه موسیقی و مناطقی برای نمایشگاه، رقص محلی و نمایش است.
این پارک دارای مجسمه اژدها، یک مجسمه بازی بتونی ساخت اولریک پلسنر، معمار دانمارکی‌تبار است که این پارک را طراحی کرده‌است.
تئاتر قطار، یک تئاتر عروسکی برای کودکان، در واگن قدیمی راه‌آهن در انتهای شمالی پارک لیبرتی بل قرار دارد.